# 프로지벤자트아인스 미디어
프로지벤자트아인스 미디어(ProSiebenSat.1 Media)은 독일에 본사를 둔 방송 미디어 기업이다.
이 회사는 2000년 1월 ProSieben Media AG와 Sat.1 GmbH의 합병으로 탄생하여 설립된 회사다.
본사는 운터푀링에 있다.

## 채널 목록
- 카벨 아인스
- Sat.1
- 프로지벤
- Sixx(독일어판)
- Sat.1 Emotions(독일어판)
- 카벨 아인스 클레식(독일어판)
- Sat.1 Gold(독일어판)
- 풀스 4(독일어판) (오스트리아)

## 같이 보기
- 카벨 아인스
- Sat.1